# ذو أجنحة الفضلات
ذو أجنحة الفَضَلات أو ديدان الحشد (الاسم العلمي: Spodoptera)، جنس حشرات عثية من فصيلة ليليات. وصفت أول مرة من قبل أخيل غويني في عام 1852. تضم حوالي 30 نوعًا تنتشر عبر ست قارات.